# Беляев, Михаил Андреевич (государственный деятель)
Михаил Андреевич Беляев — советский хозяйственный, государственный и политический деятель.

## Биография
Родился в 1930 году во Владикавказе. Член КПСС.
С 1955 года — на хозяйственной, общественной и политической работе. В 1955—1989 гг. — начальник корпуса Лениногорской обогатительной фабрики, Сибайской горнообогатительной фабрики, Гайской горнообогатительной фабрики, главный инженер Медетского медно-молибденового комбината, директор Учалинского горно-обогатительного комбината. 
Избирался депутатом Верховного Совета РСФСР 11-го созыва.
Умер в Учалах в 1989 году.